# Charlotte Munksgaard
Charlotte Elizabeth Munksgaard (født 14. juli 1958 i Rungsted) er en dansk skuespiller.
Munksgaard studerede Teatervidenskab ved Københavns Universitet og blev uddannet som skuespiller på Tzarens Hof Teaterskole i København (1983-87). Hun grundlagde i 1987 Teater Får302 sammen med 8 andre skuespillere fra Tzarens hof. Hun er medlem af Teater Får302 ensemble og det kunstneriske råd. Munksgaard har siden 1987 medvirket i over 50 forskellige forestillinger på Teater Får302, og som freelance skuespiller arbejdet på de fleste teatre i København og i film og tv.

## Udvalgt filmografi
- Skal vi være kærester - Novellefilm til biograf og TV. Instr. Birger Larsen (1996)
- Jens & Johannes TV spil for DR1. (1987)
- Sådan er livet Diverse roller i dette ugeprogramm på Kanal 2. (1991)
- Ska' vi være kærester? (1997)
- Morten Korch (TV2, Bibsen) (1998)
- The Økoman (Lærerinden, Børnefilm, instruktør Natasja Arthi. (1998)
- Når mor kommer hjem (1998)
- On the Road Novellefilm af Charlotte Sachs Bostrup (1999)
- Rungsted Lyksaligheder - i Skattefri Lørdag (DR) (1999)
- Et rigtigt menneske (2001) ("Søster", dogmefilm af Åke Sandgren)
- Halalabad Blues (2002) "Merete" i Halalabad Blues" film af Helle Ryslinge
- OPS for bøsser og lesbiske Satire i DR2 (2002)
- Zafir - ("Mor" i Malene Viltrups børnefilm (2003)
- Den Rette Ånd (2005)
- Undervisningsfilm - for Finansforbundet (2008)

### Tv-serier
- Sommer - ”Bibi” lægesekretær (gennemgående birolle) i TV serien (2008)

## På scenen
- Skuespiller på Serapions Theater, Wien. (1982)
- Forvandlingen Teater Får 302 på Fiolteatret (1988)
- Den store landevej Teater Får 302 i B&W hallerne, Instr. Karl Dunér. (1989)
- Hot pictures Teater Får 302 på Københavneren. (1989)
- Peer Gynt Teater Får 302 (Instr. Katrine Wiedemann) (1992)
- 2 x Lunch Teater Får 302, (Instr. Erik Gottlieb). (1992)
- Dukkemanden Teater Får 302 på CafeTeatret, Instr. Charlotte Sachs Bostrup (1992)
- Hot pictures, - Turné til Letland, Får 302. (1992)
- Familien God Teater Får302 (Instr. Michel Castenholt) (1993)
- Fuldtidslærer i dramatik på Daghøjskolen Nødeknækkeren. (1993)
- Nabo, Nabo (Genopsætning) H.M.F Brændende Kærlighed, Kongens Have, samt turné i ind- og udland. (1994)
- Tykke mænd i kjoler Teater Får302. Instr. Michel Castenholt (1995)
- Nabo, Nabo (Genopsætning) H.M.F Brændende Kærlighed, Kongens Have, samt turné i ind- og udland. (1995)
- Den døde abe - Teater Får 302, Instr. Charlotte Bostrup (1995)
- Tykke mænd i kjoler Teater Får 302 på Edison (1996)
- Passionsspil - Manden og Kvinden Kulturby-96 projekt (Instr. Alexander Körchen).(1996)
- Tour de Bil H.M.F Brændende Kærlighed, Kongens Have, samt turné i ind- og udland. (1996)
- Tvillingetvist Får 302, på Mungo Park (Instr. Michel Castenholt) (1996)
- Kalldewey Farce af Botho Strauss, Teater Får 302. (1997)
- Babyen ud med badevandet Teater Får 302.(1997)
- Livet er ingen dans på Rhodos - Julerevy på Cafe Teatret. (1997)
- Som I vil ha' det, Betty Nansens Teatret (Instr. Peter Langdal) (1997)
- Dage på Toppen, Teater Får 302 i Kanonhallen, Instr. Charlotte Bostrup & Michel Castenholt.(1997)
- "De efterlevende" af Bo Hr. Hansen (1998)
- Fuglen fra Afrika, dansk børnedramatik (1998)
- Anatols Kabinet - teater får 302 (1999)
- Den kloge Narrer Den Mindre Kloge, Dario Fo på Det danske teater. (1999)
- De efterlevende - turné, teater får 302 (2000)
- Trangen - Teater Får 302 på Kaleidoskop) (2000)
- Trangen" af Xaver Kreutz - Turné (2001)
- Mennesker i solen - af Jonas Gradell på Teatret ved Sorte Hest (2001)
- Hovedrengøring - på Teater Får 302 (2001)
- Pinocchio for voksne - af Bo Hr. Hansen på Teater Får 302 (og på turné) (2002)
- Den skaldede sangerinde - af Ionesco. Teatret ved Sorte Hest (2002)
- Sommerrevy i Herning - på Teamteatret (2002)
- Hide and seek- af Paul Auster i Kanonhallen, Instr. Rolf Heim (2002) Gæstespil med "Hide and seek" på Hebbel Teater i Berlin (2002)
- "Readings på Cafe Teatret (2003)
- Den skaldede sangerinde (2003)
- Jeg kender en dansker - Teater Får 302 (2004)
- Jean de France - Grønnegårds Teatret (2004)
- BABY BABY - i Kanonhallen, af Tim Feldman og Rolf Heim (2004)
- 2 høje kvinder, og en lille mand - CafeTeatret, af Annegrete Kraul (2004)
- Rigets tilstand - Får 302, Instr. Kristian Ditelv Jensen (2005)
- Fodreise - Kanonhallen, af H.C. Andersen, instr. Tim Feldman og Rolf Heim (2005)
- Jean de France - Grønnegårds Teatret (2005)
- Drømmen om det gode liv - af Annegrete Kraul, på Teater Får 302 (2005), genopsætning + turné i Danmark (2006)
- Jeppe på bjerget - på Det danske Teater. (2006), turné i Danmark (2007)
- Den adelsgale borger - af Moliere, instr. Lars Knutzon (2007)
- Klumpfisken - Nyskrevet dramatik, Teater Får 302 (2007)
- Tvang - Pakhus 11/ Holbæk Teater af Lotte arnsbjerg og Odile Poulsen, instr. Lars Engel (2007)

## Priser, nomineringer & hædersbevisninger
Charlotte Munksgaard modtog i 2012 legat til studieophold i San Cataldo klosteret ved Amalfikysten i det sydlige centrale Italien. Her arbejdede hun med dramatisering af romanen Fuglen der blev levende brændt af Agustin Gomez-Arcos.